# سایه چشم

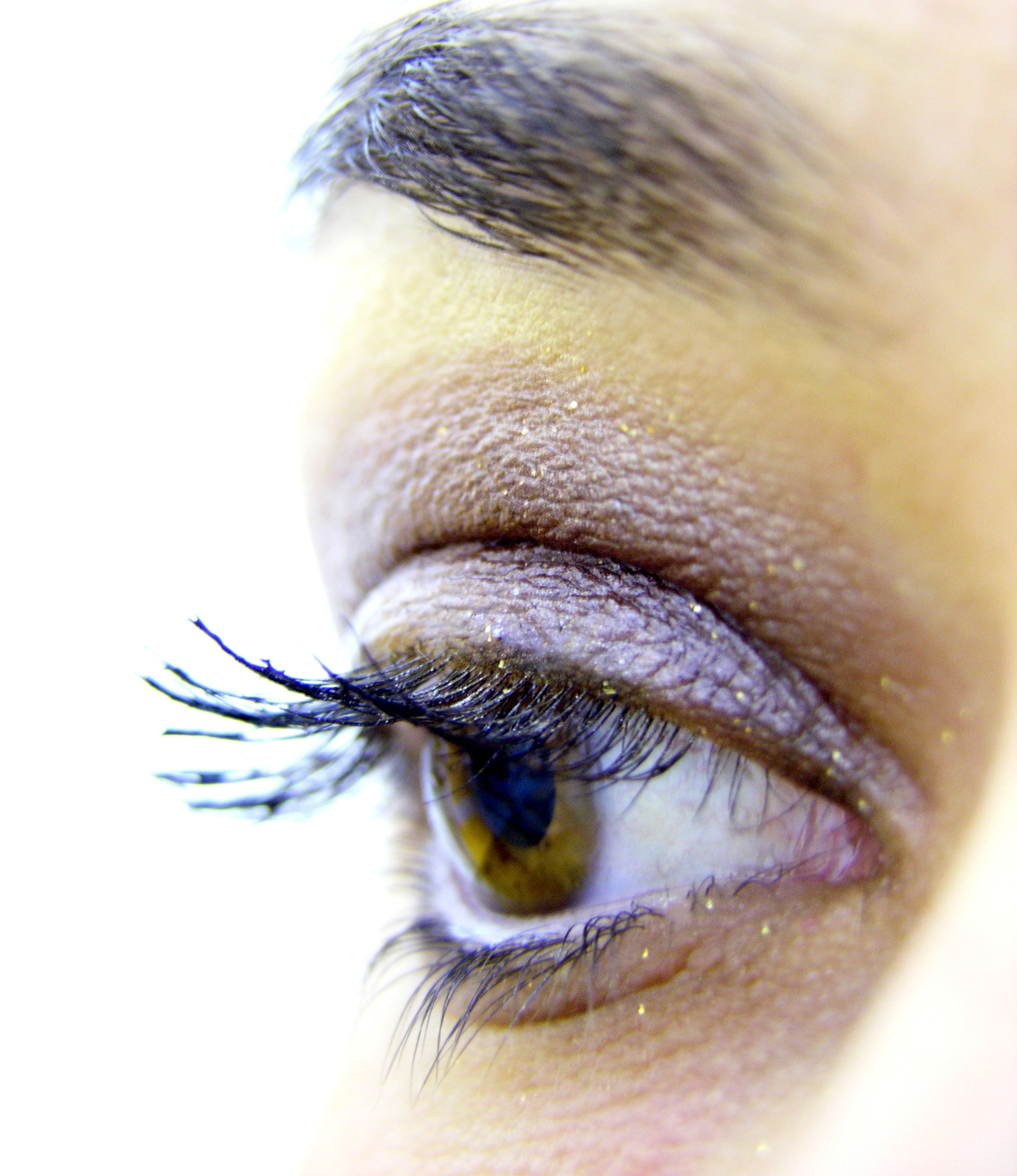
چشم‌های آرایش شده با سایه چشم بنفش

سایه چشم یکی از لوازم آرایشی است که کاربرد آن بر روی پلک‌ها و زیر ابروها می‌باشد. سایه برای زیبایی و داشتن نگاه جذاب استفاده می‌شود. همچنین عمق و ابعاد چشم را جلوه می‌دهد و مکمل رنگ چشم است و دارای رنگ‌های گوناگون می‌باشد. این ماده آرایشی بیشتر توسط خانم ها و گاهی توسط آقایان استفاده می‌گردد.

## انواع سایه چشم
سایه چشم ها متناسب با کارایی که با آنها دارید به دو دسته تقسیم می شوند. دسته اول سایه چشم تکی و دسته دوم سایه چشم های پالتی هستند.
- سایه چشم تکی: سایه چشم ها با سایز کوچک اند که مناسب افراد مبتدی هستند.
- سایه چشم پالتی: این نوع سایه چشم ها تنوع بالایی برای انتخاب رنگ دارند که برای آرایشگران و افرادی که می خواهند انتخاب بیشتری داشته باشند؛ در بازارها وجود دارد.

### سایه پودری
استفاده از سایه پودری بسیار آسان است و برای کسانی توصیه می‌شود که به تازگی می‌خواهند کار با سایه چشم را شروع کنند. نکته جذاب دیگر این بوده که تنوع رنگی سایه پودری زیاد است. افزون بر همه این‌ها، این نوع سایه به با راحتی رنگ‌های دیگر ترکیب شده و محو کردن آن روی پوست کاملا آسان است. به همین دلیل از این نوع سایه برای کشیدن انواع مدل سایه چشم اسموکی استفاده می‌کنند.

### سایه کرمی
استفاده از سایه کرمی مقداری سخت‌تر از سایه پودری بوده و برای کار با آن به مهارت بیشتری نیاز دارید. اما از سمتی دیگر سایه کرمی بافت بسیار نرم‌تری داشته و روی پوست ماندگاری بیشتری دارد.
دقیقا به‌ خاطر همین ویژگی از سایه کرمی جهت آرایش روزمره استفاده می‌کنند. البته برای سایه کرمی بهتر است از براش مخصوص آن استفاده کنید تا تسلط بهتری روی سایه کشیدن داشته باشید. در حال حاضر تنوع رنگ این سایه از مدل پودری کمتر بوده و از نظر درخشش هم تنوع زیادی ندارد.
مشارکت‌کنندگان ویکی‌پدیا. «Eye shadow». در دانشنامهٔ ویکی‌پدیای انگلیسی، بازبینی‌شده در ۹ آوریل ۲۰۱۱.</ref>